# Cymopterus longipes
Cymopterus longipes là một loài thực vật có hoa trong họ Hoa tán. Loài này được S.Watson mô tả khoa học đầu tiên năm 1871.